# Жюз
Жюз (фр. Juzes, окс. Jusas) — коммуна во Франции, находится в регионе Юг — Пиренеи. Департамент — Верхняя Гаронна. Входит в состав кантона Ревель. Округ коммуны — Тулуза.
Код INSEE коммуны — 31243.

## География
Коммуна расположена приблизительно в 610 км к югу от Парижа, в 33 км к юго-востоку от Тулузы.
По территории коммуны протекает река Грас.

## Климат
Климат умеренно-океанический. Зима мягкая и снежная, весна характеризуется сильными дождями и грозами, лето сухое и жаркое, осень солнечная. Преобладают сильные юго-восточные и северо-западные ветры.

## Население
Население коммуны на 2010 год составляло 80 человек.
| 1962 | 1968 | 1975 | 1982 | 1990 | 1999 | 2010 |
| ---- | ---- | ---- | ---- | ---- | ---- | ---- |
| 101  | 97   | 92   | 91   | 72   | 84   | 80   |

## Администрация
| Период | Период | Фамилия     | Партия | Примечания |
| ------ | ------ | ----------- | ------ | ---------- |
| 2001   | 2008   | Анри Гиро   |        |            |
| 2008   | 2020   | Тьюрри Пюже |        |            |

## Экономика
В 2010 году среди 48 человек трудоспособного возраста (15—64 лет) 37 были экономически активными, 11 — неактивными (показатель активности — 77,1 %, в 1999 году было 59,6 %). Из 37 активных жителей работали 34 человека (17 мужчин и 17 женщин), безработных было 3 (3 мужчин и 0 женщин). Среди 11 неактивных 3 человека были учениками или студентами, 5 — пенсионерами, 3 были неактивными по другим причинам.

## Достопримечательности
- Церковь Св. Леодегария
- Замок Жюз (XIV век). Исторический памятник с 1973 года[9]

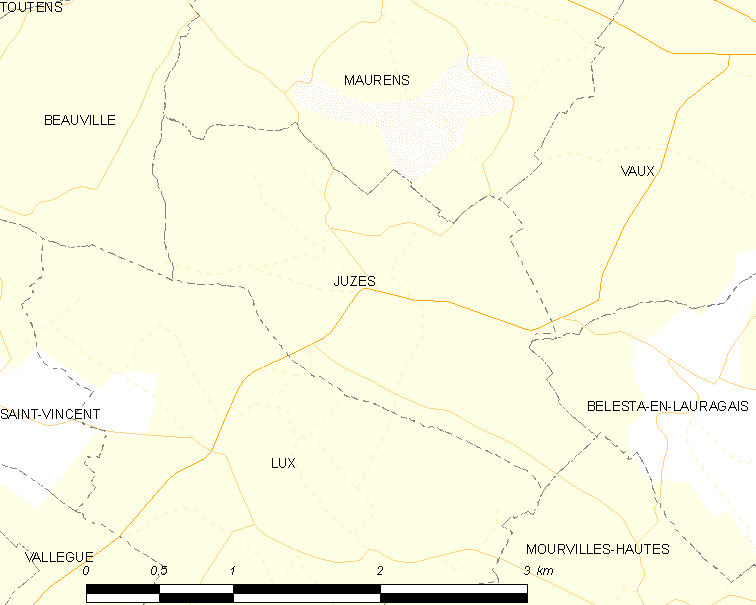
Карта коммуны